# William Bradford (prokurator generalny)
William Bradford (ur. 14 września 1755 w Filadelfii, zm. 23 sierpnia 1795) – prawnik, wojskowy i polityk amerykański.
W 1794 roku został prokuratorem generalnym Stanów Zjednoczonych w gabinecie prezydenta George’a Washingtona. Zajmował to stanowisko do śmierci 23 sierpnia 1795 roku.